# Supercopa Russa de Voleibol Masculino de 2022
A Supercopa Russa de Voleibol Masculino de 2022 foi a 15.ª edição deste torneio organizado anualmente pela Federação Russa de Voleibol (em russo:  Всероссийская федерация волейбола, VFV). A competição ocorreu na cidade de Moscou e participaram do torneio a equipe campeã do Campeonato Russo e da Copa da Rússia da temporada 2021–22.
Defendendo o título da competição, a equipe do Dínamo Moscou conquistou o bicampeonato – sendo o quarto título do clube deste torneio – ao derrotar a equipe do Zenit Kazan em cinco sets.

## Formato da disputa
O torneio foi disputado em partida única, válida pela terceira rodada da Superliga Russa de 2022–23.

## Local da partida
| Moscou, Rússia          |
| Dynamo Volleyball Arena |
| ----------------------- |
|                         |
| Capacidade: 3 500       |

## Equipes participantes
| Equipe        | Cidade | Qualificação                          | Última participação |
| ------------- | ------ | ------------------------------------- | ------------------- |
| Dínamo Moscou | Moscou | Campeão da Superliga Russa de 2021–22 | 2021                |
| Zenit Kazan   | Cazã   | Campeão da Copa da Rússia de 2021     | 2020                |

## Resultado
| Data   | Hora  |               | Placar |             | Set 1 | Set 2 | Set 3 | Set 4 | Set 5 | Total   | Relatório |
| ------ | ----- | ------------- | ------ | ----------- | ----- | ----- | ----- | ----- | ----- | ------- | --------- |
| 15 out | 15:30 | Dínamo Moscou | 3–2    | Zenit Kazan | 33–35 | 25–23 | 25–23 | 20–25 | 15–8  | 118–114 | Relatório |

## Premiação
| Supercopa Russa de 2022            |
| ---------------------------------- |
| Dínamo Moscou Campeão (4.º título) |